# Глория (станция метро)
«Глория» (порт. Glória) — пересадочная станция линий 1 и 2 метрополитена Рио-де-Жанейро. Станция располагается в одноимённом районе Глория в городе Рио-де-Жанейро. Открыта 15 марта 1979 года.
Станция обслуживает до 18 000 пассажиров в день.
Станция имеет два входа со стороны улиц: Rua do Catete, Largo da Glória и Rua da Glória.

## Окрестности
- Церковь Nossa Senhora da Glória do Outeiro
- Кинотеатр Estação Museu da República
- Марина да Глория
- Дворец Сан-Жуаким
- Театр «Глория»
- Hospital da Beneficência Portuguesa
- Мемориал Жетулиу Варгаса
- Организация Viva Rio
- Парижская площадь (Praça Paris)